# سیلیکون گرافیکس
سیلیکون گرافیکس (انگلیسی: Silicon Graphics) شرکت صنایع الکترونیکی آمریکایی بود، که در زمینه تولید سخت‌افزار رایانه و ابررایانه، ساخت نرم‌افزار، همچنین مصورسازی و ذخیره‌سازی داده فعالیت می‌کرد. شرکت سیلیکون گرافیکس در سال ۱۹۸۱ توسط جیمز اچ کلارک تأسیس شد و در پی ورشکستگی در سال ۲۰۰۹ منحل گردید.